# Jacky Toublet
Jacky Toublet, né le 12 novembre 1940 à Paris et mort le 14 juin 2002 à Bobigny, est un correcteur d'imprimerie, secrétaire du syndicat CGT des correcteurs et militant libertaire et anarcho-syndicaliste.
Membre de l'Alliance syndicaliste puis de la Fédération anarchiste, responsable du journal Le Monde libertaire, collaborateur de Radio libertaire, il rejoint en 2002 l'organisation Alternative libertaire.

## Biographie
Jacky Toublet est le fils de Julien Toublet, dit Jean Thersant, ouvrier bijoutier puis correcteur d'imprimerie, secrétaire de la CGT-SR de 1934 à 1938, puis secrétaire de la Confédération nationale du travail française après la Seconde Guerre mondiale,.
Très jeune, il quitte l'école pour suivre un apprentissage de typographe avant de devenir correcteur. Il commence à travailler à l'imprimerie Georges Lang, une des plus importantes imprimeries de la région parisienne dans les années 1950-1960.
Il fait son service militaire en Algérie.

### Syndicat des correcteurs de la région parisienne
Très rapidement, il rejoint le syndicat des correcteurs de la région parisienne, bastion libertaire au sein de la CGT.
Freddy Gomez dans la revue A contretemps parle de son engagement en ces termes : « C'est au Syndicat des correcteurs CGT qu'il en réserva à l'évidence le meilleur. Par son histoire, il lui convenait à vrai dire comme un gant. Ce fut sa famille, au bon sens du terme, un tissu complexe de relations où l'engueulade et le conflit n'entamaient jamais, alors, l'entraide et la solidarité. Ce syndicat, dernière incarnation d'une CGT mythique qui pratiqua la rotation des mandats et la démocratie directe, il y tenait comme à la prunelle de ses yeux, jalousement, exagérément diront d'aucuns, qui sans doute ne saisirent pas la valeur affective et symbolique qu'il lui attribuait. Le syndicat, pour lui, c'était la mémoire résiduelle d'une tradition anarcho-syndicaliste, d'une coutume ouvrière, de Fernand Pelloutier et de Pierre Monatte, une belle histoire, un trésor même, qu'on protège et dont on s'inspire. On ne comprenait pas grand-chose à l'enthousiasme que manifestait Jacky dans l'accomplissement quotidien de tâches syndicales plus souvent ingrates qu'exaltantes en faisant abstraction de cet attachement à l'histoire, et de cette mémoire qu'il en avait. S'il savait que les temps avaient changé – et le syndicat avec –, s'il comprenait les enjeux du réel et en acceptait les termes, s'il refusait le conservatisme et le repli sur le passé, sa rêverie était sans doute ailleurs, dans l'évidente nostalgie d'un « avant »  où, tout à la fois organisme de défense et contre-société, le syndicat était d'abord l'école de la révolution sociale ».
En 1965, il travaille à l'imprimerie municipale de la Ville de Paris.

### Engagements anarcho-syndicalistes

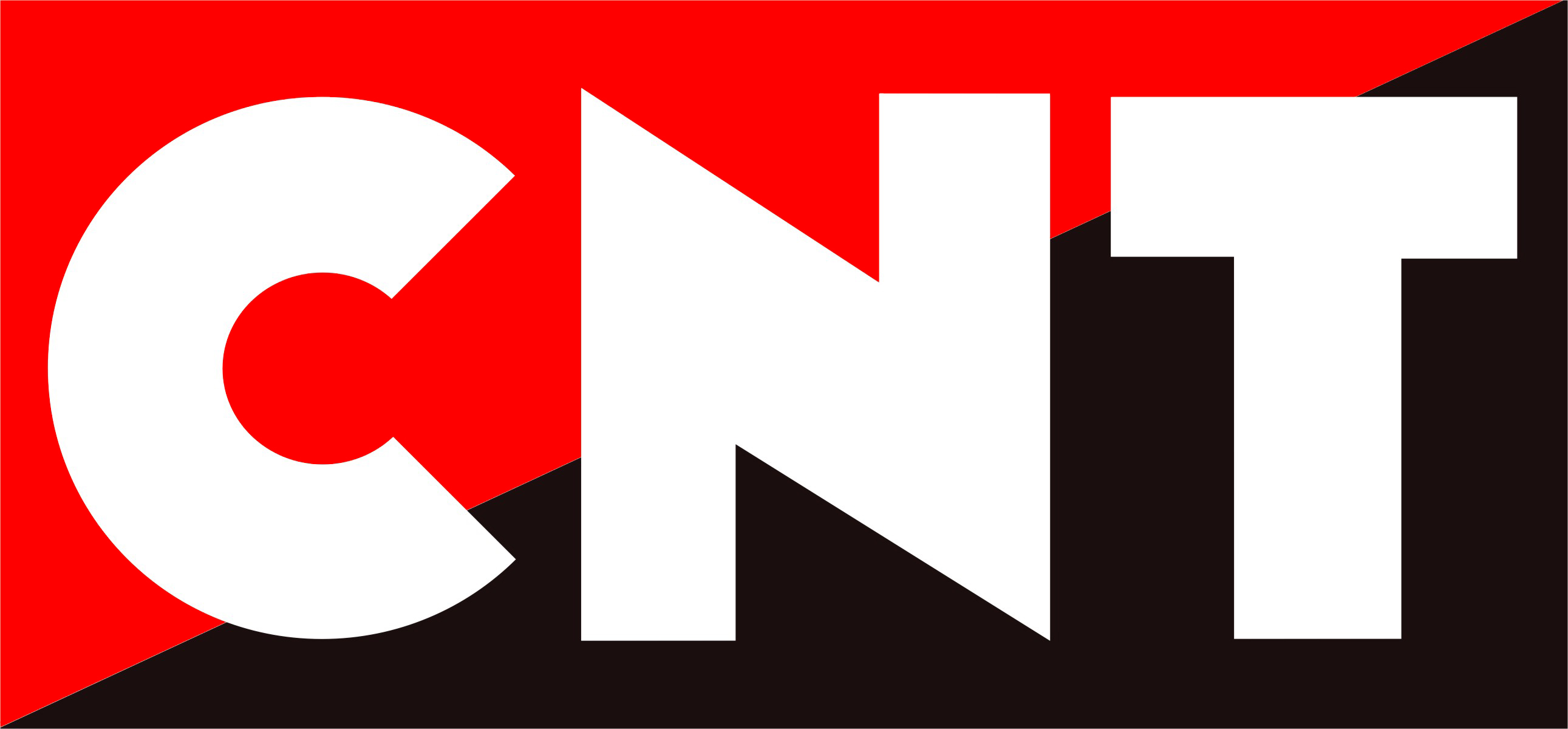
Le logo de la CNT espagnole

Le logo de la CGT espagnole

En 1966-1967, il est proche du noyau de La Révolution prolétarienne, adhérent de l'Union des syndicalistes et membre assidu du Centre de sociologie libertaire de Gaston Leval et Roger Hagnauer.
Après Mai-68, et jusque dans les années 1980, il est membre de L'Alliance syndicaliste dont un des objectifs est de créer une convergence entre les militants libertaires adhérents à différentes centrales syndicales. Laurent Esquerre précise : « De 1968 au début des années 1980, il participe à l'expérience de l'Alliance syndicaliste révolutionnaire et anarcho-syndicaliste qui regroupe nombre de militant(e)s libertaires impliqué(e)s dans différentes confédérations syndicales. Il s'agissait alors de créer une tendance libertaire dans les syndicats et de faire converger sur une orientation commune les différent(e)s militant(e)s, non sans difficultés ».
Durant les années 1970, il est très actif dans le mouvement de solidarité avec les anarcho-syndicaliste espagnols alors réprimés par la dictature franquiste. En 1976, à la mort de Franco, il soutient la reconstitution de la Confédération nationale du travail (Espagne), puis la création de la Confédération générale du travail (Espagne).
Tout en restant affilié à la CGT, il participe à la construction de la Confédération nationale du travail (France), notamment en contribuant à sa revue théorique, Les Temps Maudits.
En 1981, il adhère à la Fédération anarchiste au sein du Groupe Pierre Besnard. Il devient alors rédacteur au journal Le Monde libertaire dont il est le directeur de publication et collabore à Radio libertaire.
En mai 2001, il quitte la Fédération anarchiste pour rejoindre, en février 2002, l'organisation Alternative libertaire.

### Unité du mouvement libertaire
Jacky Toublet, figure marquante du syndicalisme révolutionnaire français du XXe siècle, a toujours été un fervent partisan de l'unité du mouvement libertaire.
En 2001, il est parmi les signataires de l’Appel du 22 mars à l’unité du mouvement libertaire.
Pour René Berthier qui l'a côtoyé de longues années au syndicat des correcteurs, « Sa passion, ce qui l’anima toute sa vie, ce fut l’unité du mouvement libertaire. Si le mouvement ouvrier français l’avait d’abord façonné, c’est le mouvement libertaire espagnol qui l’a durablement marqué. Ce sont des militants espagnols ou intimement liés au mouvement espagnol, comme Gaston Leval, qui nous ont marqués, l’un et l’autre. Sa passion de l’unité du mouvement libertaire lui est peut-être venue lorsqu’il lui est apparu évident que l’unité du mouvement ouvrier était un mythe. Cette dernière étant une vue de l’esprit, il était dès lors indispensable que le mouvement libertaire concentre ses forces pour y intervenir le plus efficacement possible. C’est le passage de la référence à la charte d’Amiens à celle de Lyon. La concentration des forces du mouvement libertaire devait se faire d’une manière pratique, pragmatique, sur des objectifs précis, simples, et progressivement. La théorie viendrait au fur et à mesure. C’est en ce sens que Jacky était essentiellement un bakouninien. Le sectarisme l’énervait prodigieusement, c’est-à-dire cette attitude consistant à insister toujours sur ce qui sépare plutôt que sur ce qui rapproche. Les grandes proclamations verbales l’énervaient également. Souvent, lorsqu’il était témoin d’une de ces proclamations révolutionnaires qui caractérisent certains militants, il se contentait de poser une question : « Qu’est-ce que tu fais comme boulot ? » Procédé certes un peu démagogique, mais efficace. La plupart du temps, la réponse qui lui était donnée lui évitait de continuer la discussion. Comme Bakounine, il pensait que les positions théoriques que prenaient les gens étaient essentiellement déterminées par leur position sociale. »

## Citations

### À propos de la violence
« Et puis, pour les salariés, une grève doit surtout être victorieuse, tant sur le plan moral que matériel ; ce qui est déterminant pour gagner une grève, c’est l’arrêt de la production ou du service rendu. L’objectif est de frapper le plus fort possible les intérêts économiques du patron, qu’il soit privé ou d’État. La violence peut accompagner les grèves, pour faire en sorte que la production s’arrête, contre les jaunes, la police, ou contre les biens de la direction ; elle peut être spectaculaire, elle restera un moyen parmi d’autres, non une fin. D’ailleurs, lorsqu’ils parlaient de leur grèves, les syndicalistes révolutionnaires de la CGT – à la différence du ceux du Mouvement socialiste – citaient essentiellement les augmentations de salaire, les réductions de la journée de travail, l’accroissement des effectifs syndiqués... La mystique irraisonnée de la violence a beaucoup gêné le développement de notre mouvement libertaire, tout au long de son histoire. » - La mystique de la violence, une dérive toujours possible.

### Un droit nouveau
« [...] parmi les thèmes du syndicalisme révolutionnaire qui furent peu à peu oubliés, on trouve aussi l’idée rappelée par Alphonse Merrheim, au cours des débats d’Amiens, et de pure tradition proudhonienne, selon laquelle le syndicalisme a pour objet, entre autres, de briser la légalité actuelle et de donner naissance à un droit nouveau, de préparer le code de régulation de la société du travail émancipé. L’autonomie et la souveraineté des organismes de base de l’édifice social, la double structure territoriale et professionnelle, les liens fédératifs qui se créent entre les parties constitutives élaborent la pratique et le droit, basés sur l’exigence de la liberté et de la justice, du monde nouveau, en face de l’État bourgeois centralisé et son droit de défense des propriétaires. Entre les éléments du mouvement syndical fédératif se tissent également des procédures juridiques de concertation, de débats, de prises de décision, de règlement des contestations conçues selon un autre modèle que la tradition centraliste régalienne et jacobine. »

## Œuvres

### Collaborations à des ouvrages collectifs
- Avec Alain Sauvage et Joachim Salamero : La Charte d'Amiens de 1906 à aujourd'hui : textes du congrès de 1906 et réflexions, Groupe Fresnes-Antony, 1987,  (ISSN 0181-4389)[13],[14],[15].
- Avec Murray Bookchin, Daniel Colson et Marianne Enckell, Anarcho-syndicalisme et anarchie, Atelier de création libertaire, 1994,  (ISBN 2-905691-30-1)[16].
- L’anarchosyndicalisme, l’autre socialisme, préface à La Confédération générale du travail d’Émile Pouget, Éditions CNT-RP, 1997, texte intégral[17],[18].

### Articles
- La mystique de la violence, une dérive toujours possible, Réfractions, no 5, printemps 2000, texte intégral.
- Après vingt ans de Fédération anarchiste, Esquisse d’un bilan, texte intégral.
- Sélection d'articles publiés dans Le Monde libertaire, texte intégral.
- Sélection d'articles publiés sur le site Monde nouveau, texte intégral.
- Sélection d'articles publiés sur le site Libertaire.free, texte intégral.

## Notices
- Dictionnaire biographique du mouvement ouvrier français, « Le Maitron » : notice biographique.
- Libcom : notice biographique.
- L'Éphéméride anarchiste : notice biographique.
- WorldCat : notice bibliographique.
- René Bianco : 100 ans de presse anarchiste - notice.
- Centre International de Recherches sur l'Anarchisme (Lausanne) : notice bibliographique.
- Catalogue général des éditions et collections anarchistes francophones : notice bibliographique.